# Гребное
Гребное — посёлок в Правдинском районе Калининградской области России.

## География
Находится в южной части Калининградской области на расстоянии приблизительно 30 километров на восток-юго-восток по прямой от административного центра района города Правдинск.

## История
Населённый пункт назывался ранее Грюнхаген (до 1950 года). В составе Правдинского района с 2006 по 2015 год входил в Железнодорожное городское поселение.

## Население
Численность населения: 10 человек (русские 90 %) в 2002 году, 6 в 2010.